# Фактор Фано
Фактор Фано — термін статистики, що як і коефіцієнт варіації, є мірою дисперсії розподілу ймовірності шуму Фано. Фактор отримав назву на честь Уґо Фано.
Фактор Фано визначається так:
{\displaystyle F={\frac {\sigma _{W}^{2}}{\mu _{W}}},}
де {\displaystyle \sigma _{W}^{2}} — варіація і {\displaystyle \mu _{W}} — середнє випадкового процесу на певному проміжку {\displaystyle W}. Фактор Фано розглядається як відношення шуму до сигналу; це міра точності, з якою випадкове число може бути оцінене на часовому проміжку, протягом якого відбуваються кілька випадкових подій.
Для пуассонівського процесу варіація дорівнює середньому, тому {\displaystyle F=1} (нормалізація).
Якщо часовий проміжок дорівнює нескінченності фактор Фано дорівнює індексу дисперсії.

## Визначення
Для процесу підрахунку {\displaystyle N_{t}}, фактор Фано {\displaystyle t>0} задається як
{\displaystyle F(t)={\frac {\operatorname {Var} (N_{t})}{\operatorname {E} [N_{t}]}}.}
Іноді фактором Фано також називають границю
{\displaystyle F=\lim _{t\to \infty }F(t).}
Для процесу відновлення з моментами затримки, розподіленими схожим чином із випадковою величиною {\displaystyle S}, маємо, що
{\displaystyle F=\lim _{t\to \infty }F(t)=\lim _{t\to \infty }{\frac {\operatorname {Var} (N_{t})}{\operatorname {E} [N_{t}]}}={\frac {\operatorname {Var} (S)}{\operatorname {E} [S]^{2}}}.}
Ураховуючи, що права частина рівності дорівнює квадрату коєфіцієнту варіяції {\displaystyle c_{v}^{2}=\operatorname {Var} (S)/\operatorname {E} [S]^{2}},її також іноді називають фактором Фано.

## Інтерпретація
Фактор Фано часто інтерпретується як непередбачуваність основного процесу, бо він приблизно відповідає ширині піку {\displaystyle N_{t}}.

### Приклад: Стала Випадкова Величина
Якщо моменти затримки сталі, то {\displaystyle F=0}. Себто, при {\displaystyle F\approx 0} ми інтерпретуємо процес відновлення як доволі передбачуваний.

### Приклад: Підрахунковий Процес Пуасона
Для такого процесу {\displaystyle F=1}.